# Schloss Glienicke
Schloss Glienicke is een paleis in Berlijn.
Het paleis dateert van 1825 en werd door architect Karl Friedrich Schinkel gebouwd als zomerpaleis voor prins Karel van Pruisen.

## Ontwerp
Het ontwerp van het park rond het paleis is van Peter Joseph Lenné. Achter het neoklassieke paleis staat rond een binnenplaats een aantal bouwwerken, waaronder een pergola en de behuizing van het personeel. In de omgeving van het paleis bevindt zich een eveneens door Schinkel ontworpen Koetshuis, nu een restaurant, een orangerie en kassen van Ludwig Persius. Deze ontwierp ook het Klosterhof, een imitatieklooster met een aantal paviljoens. Op de muren van deze gebouwen werden vele uit Italië afkomstige Byzantijnse en romaanse decoraties aangebracht.

## Omgeving
Aan het meer is de Grosse Neugierde gelegen, een rond paviljoen waarvan het ontwerp is gebaseerd op het Atheense monument voor Lysikrates uit de 4e eeuw v.Chr. Dit paviljoen biedt uitzicht over de Havel en de Glienicker Brücke (die tijdens het DDR-regime de Brug van Eenheid heette). De brug was een onderdeel van de grens tussen Oost-Duitsland en West-Berlijn, in de Koude Oorlog werden hier gevangenen uitgewisseld.
Dit object is onderdeel van het ensemble paleizen en parken van Potsdam en Berlijn dat in 1990, 1992 en 1999 in drie fasen op de werelderfgoedlijst van de UNESCO is geplaatst. Andere items ervan zijn:
De Russische kolonie Alexandrowka · 
De Antieke Tempel · 
Het Slot Babelsberg · 
Het Babelsbergpark · 
De Belvédère op de Pfingstberg · 
 De Belvédère van Sanssouci · 
De Bildergalerie · 
Slot Cecilienhof · 
Slot Charlottenhof · 
Het Chinese theehuis · 
 Het Drakenhuis · 
Het Glienickepark · 
Het Jachtslot Glienicke · 
Het Slot Glienicke · 
 Het keizerlijk station van Potsdam · 
Het Marmerpaleis · 
De Neptunusgrotte · 
Het Nieuwe paleis · 
De Nieuwe Tuin · 
De Nieuwe Vertrekken · 
De blokhut Nikolskoë · 
Het Oranjerieslot · 
Het Pauweneiland · 
De Sint-Petrus-en-Pauluskerk van Nikolskoë · 
De Pomonatempel · 
De Romeinse baden · 
Slot Sanssouci · 
Slot Sacrow · 
 De Verlosserkerk van Sacrow · 
De Vredeskerk · 
De vriendschapstempel
- Gemeinsame Normdatei: 4193056-3
- International Standard Name Identifier: 0000 0000 9940 6342
- Library of Congress Control Number: no2015014083
- Virtual International Authority File: 147596771